# Diamino
Le Diamino (marque déposée) est un jeu de société et un jeu de lettres, dont les règles ont été créées par Madeleine Janssens veuve Rousseau qui, de 1935 à 1948, a inventé, breveté et publié une douzaine de jeux originaux tels Satarallye (1940), un jeu de parcours géographique, Les Belligérants (1943), un jeu de stratégie abstrait, Les Forbans (1945), un jeu sur planisphère, ou Péripéties (1947), un jeu de « business » (brevets consultables à l'INPI).

## Règle du jeu (originales)
Le Diamino tient des dominos et des mots croisés. Il peut être joué par un nombre de joueurs allant de 2 à 4. Au-dessus de 4 joueurs, prendre 2 jeux identiques.
Le jeu comprend 63 carrés. Sur 61 de ces carrés figurent une lettre accompagnée d’un chiffre qui représente la valeur du carré en points, centimes, sous ou francs (ou euros !), suivant l’unité à laquelle on joue. Les deux autres carrés portant un diable, peuvent remplacer n’importe quelle lettre au gré du joueur. Il n'est permis toutefois de les utiliser qu’en dernier lieu : soit seuls, soit avec les derniers carrés dont dispose le joueur. Par ailleurs ils comptent pour 0.

## Distribution du jeu
Placer sur le tapis tous les carrés à l’envers et les mélanger.
Chaque joueur prend alors le nombre de carrés indiqué au tableau ci-dessous :
Au-dessus de 4 joueurs, jouer avec deux jeux (le deuxième étant identique au premier) et prendre pour :
Tous les joueurs étant servis, les carrés non distribués constituent la réserve.
Au début de la partie, pour savoir qui jouera le premier, les joueurs tireront chacun un carré ; celui qui aura la lettre A ou la plus proche commencera. Les carrés tirés seront remis dans le jeu. Par la suite les joueurs joueront en premier à tour de rôle, le sens adopté étant celui des aiguilles d’une montre.

## Marche du jeu
Le premier joueur place, sur le tapis, des carrés (4 au maximum) formant un mot à son choix. Le deuxième joueur (celui qui est à la gauche du premier) place à son tour 1, 2, 3 ou 4 carrés de façon à former un mot vertical ou horizontal avec les carrés déjà joués. Les joueurs suivants font de même.
Le jeu doit à tout moment se composer - qu'on le lise verticalement ou horizontalement – de mots complets séparés entre eux par un ou plusieurs vides, comme dans les « mots croisés » (l'exemple qui figure au verso de la notice donne d'ailleurs une idée précise de la marche du jeu).
Si l'un des joueurs se trouve dans l'impossibilité de former un mot avec son jeu, il doit échanger un de ses carrés avec un de ceux de la réserve. Il ne joue pas ce tour là ; le carré qu’il dépose à la réserve est placé à l'endroit, la lettre en dessus. Les carrés ainsi retournés peuvent être choisis ensuite par les joueurs au même titre que les autres carrés de la réserve.
Le jeu est terminé quand un joueur a réussi à placer tous ses carrés. Ce joueur est le gagnant. Les autres joueurs lui règlent, chacun suivant l’unité convenue, le total des chiffres inscrits sur les carrés qui leur restent.

## Remarques
Seuls sont autorisés les mots qui se trouvent dans le VOCABULAIRE DIAMINO. À défaut de celui-ci, prendre un dictionnaire.
Un carré posé ne peut être repris ou échangé.
Il est interdit aux joueurs d’échanger des carrés entre eux.
Il peut être convenu entre les joueurs de limiter également pour chacun la durée du temps employé à poser ses carrés. On se sert alors d'une montre ou d'un sablier.
Les joueurs ont intérêt à jouer le maximum de carrés, soit 5, et à éviter d'étendre le jeu afin de gêner les autres joueurs.
Les lettres peuvent être placées : en haut, en bas, en haut et en bas, à côté, ou de chaque côté d'une lettre posée précédemment, ou entre les lettres déjà posées, à la condition que l'on forme des mots à la manière des mots croisés, c'est-à-dire pouvant se lire aussi bien verticalement qu'horizontalement.
Au début, pour se familiariser avec la marche du jeu, il est bon de reconstituer l'exemple qui figure au verso.
Afin d'augmenter la difficulté, les joueurs peuvent adopter certaines conventions, par exemple n'utiliser que les infinitifs de verbes à l'exclusion de tout autre temps, ou ne former que des mots ayant trait à un certain sujet déterminé à l'avance : sujet d'histoire ou de géographie, …
Cette façon de procéder rend le jeu encore plus instructif.
On peut également décider que le jeu ne devra pas s’étendre au-delà d’une grille virtuelle de dimensions convenues, comprenant par exemple :
- 9 carrés dans chaque sens ;
- ou bien 9 carrés dans le sens de la longueur, et 7 dans le sens de la largeur.
Il va sans dire que plus la “grille” est choisie de dimensions restreinte, moins il doit y avoir de vides entre les mots, et plus le jeu par conséquent présente de difficultés.

## Jeu de patience pour un seul joueur
Ranger les carrés par ordre alphabétique pour faciliter le jeu, puis employer à l’endroit la totalité des carrés en s’efforçant de faire un « mots croisés » aussi condensé que possible.
Ou bien employer les carrés à l’endroit et à l’envers (les carrés à l’envers séparant les mots les uns des autres, les “cases noires”) pour faire un “mots croisés” de la dimension exacte de l’écrin, c’est-à-dire d’un rectangle contenant 9 carrés dans la longueur et 7 dans la largeur (ou l’inverse). Le jeu est d’autant mieux réussi qu’il comporte un plus petit nombre de carrés à l’envers.